# Deborah Ross
Pour les articles homonymes, voir Ross.
Ne pas confondre avec l'écrivain américaine Deborah Jean Ross.
Deborah Ross est une journaliste et écrivaine britannique. Son travail apparaît régulièrement dans The Independent, le Daily Mail ou encore The Spectator.
En 2012 elle est lauréate du prix de l'« Interviewer de l'Année Grand format » aux British Press Awards (en) pour son travail dans The Independent et elle avait déjà été auparavant nommée pour ce prix en 2006.

## Sélection de publications
- How Not to be a Domestic Goddess: (And Always Go to Bed on an Argument). Profile Books, 2008  (ISBN 978-1861978912).